# Almerico da Schio
Almerico da Schio (Costozza di Longare, 25 novembre 1836 – Vicenza, 28 novembre 1930) è stato uno scienziato, pioniere dell'aviazione e patriota italiano.
Durante gli anni dell'università si dedicò allo studio della matematica, alle scienze chimiche e meccaniche.
Laureato in giurisprudenza all'Università di Padova nel 1860, dopo essersi iscritto come praticante nei tribunali di Padova e Venezia si dedicò ai suoi studi preferiti: l'astronomia, la meteorologia e l'aeronautica. Tra il 1858 e il 1860 fu assistente del professor Virgilio Trettenero nella Specola astronomica di Padova e, dopo il 1865, direttore dell'Osservatorio e dell'Ufficio meteorologico dell'Accademia Olimpica di Vicenza, facendolo diventare il miglior centro di osservazione meteo di tutta la provincia, realizzando stazioni meteorologiche in tutto il Veneto, in Trentino e in Emilia.
Fu presidente dell'Accademia Olimpica dal 1895 fino alla morte; membro effettivo del Regio istituto veneto di scienze, lettere e arti e dell'Ateneo di Venezia; fece parte della Società veneto-tridentina di scienze naturali, della Società geografica italiana e di accademie italiane, pontificie ed estere. Collaborò nel progetto e nell'esecuzione dell'acquedotto di Schio. Dopo il 1866 fece parte del consiglio comunale di Schio e in quello stesso anno fu inviato dal sindaco scledense dal re Vittorio Emanuele II. Fu cittadino onorario di Schio.

## L'interesse per il volo e l'aeronave Italia

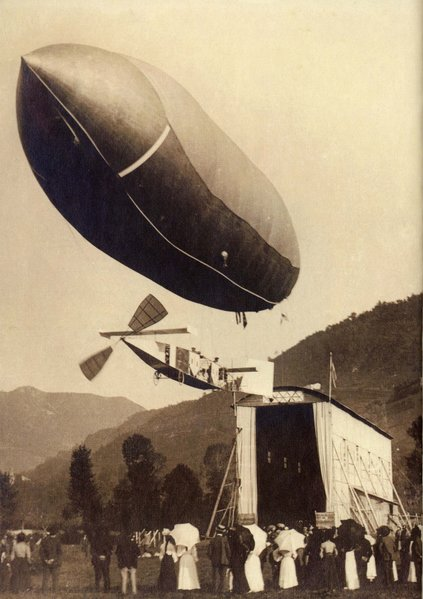
L'aeronave Italia

Francobollo che celebra il 100º anniversario del volo dell'aeronave Italia

Il suo interesse principale fu comunque quello per il volo ed egli divenne uno dei pionieri dei dirigibili in campo internazionale. Nel 1884 conobbe il professor Pasquale Cordenons con cui cominciò il progetto del primo dirigibile italiano, l'Aeronave Italia. Alla morte di Cordenons il progetto continuò con il fratello di questi, Federico, che però a sua volta abbandonò l'impresa poco dopo. Nonostante alcuni insuccessi, Almerico nel 1902 realizzò un cantiere a Schio e costituì un'associazione - l'"Associazione in partecipazione per la costruzione e l'eventuale esercizio della prima aeronave" - con un capitale sociale di 100 000 lire. Nonostante lo scetticismo generale e tra enormi difficoltà, il progetto continuava.
Almerico riuscì a realizzare ogni singolo elemento del dirigibile, trovando e facendo costruire ogni elemento sia in Italia che all'estero. Realizzò quindi il dirigibile più evoluto mai costruito fino a quel momento. L'aeronave si alzò in volo per la prima volta alle 5,40 del 17 giugno 1905 a Schio partendo dal prato della fattoria Caussa. Il 21, 27 e 28 giugno e il 1º luglio l'Italia volò alla presenza della regina madre. Con alcune modifiche volò ancora, ma a causa della guerra e degli enormi costi del progetto Almerico sciolse la società e, conclusa la guerra, dopo vari incidenti legati ai dirigibili avvenuti nel mondo, come molti altri si convinse definitivamente che il futuro del volo era dell'aeroplano. Tale convinzione era stata comunque da lui espressa già molto tempo prima, nel 1889, in un suo discorso all'Accademia Olimpica di Vicenza, intuendo che il dirigibile era solo il primo passo per il volo dell'uomo:
Alla sua morte, il ministro dell'aeronautica Italo Balbo inviò alla famiglia un telegramma ove scrisse:
Nel 1925 e nel 2005 la città di Schio gli tributò onoranze e festeggiamenti rispettivamente nel 20º e 100º anniversario del volo.

## Patriota
Almerico da Schio si distinse in molte occasioni nella lotta contro l'Impero austro-ungarico che occupava il Veneto e gli altri territori della Repubblica di Venezia dal trattato di Campoformio della fine del Settecento e il cui dominio, a parte il breve periodo napoleonico, sarebbe durato fino alla seconda guerra di indipendenza del 1866.
Quando nel 1930 al Reale istituto veneto di scienze, lettere e arti venne commemorata la figura di Almerico da Schio, il relatore trattò anche della sua fervente passione patriottica parlando delle sue imprese contro gli oppressori austriaci nel periodo in cui era studente a Padova. Tra queste, quella in cui sabotò le comunicazioni telegrafiche tra l'Austria e Venezia per due volte (la seconda perché non era certo di aver conseguito lo scopo al primo tentativo):
Lo sdegno tra le autorità militari e politiche fu immenso per questo secondo attentato; si ordinarono ricerche scrupolose, si diramarono ordini severissimi per cogliere i furfanti che erano "exemplarich zu bestrafen", da punire in maniera esemplare. Ma la polizia non venne a capo di nulla e mai più essa avrebbe potuto immaginare che proprio un magistrato di quel tribunale, che doveva giudicare i rei di tanto misfatto, era l'autore di quel crimine esecrando!

Questo suo alto spirito patriottico Egli conservò gagliardo per tutta la vita...»

## Omaggi
Ad Almerico da Schio è stato intitolato un Istituto professionale di Stato per i servizi commerciali e turistici di Vicenza.
Inoltre la città di Schio gli ha dedicato una piazza.

## Opere
(elenco parziale)
- L'aquidotto di Schio, (con Giambattista Garofolo), 1871
- Di alcuni risultati della osservazione durante la eclisse totale del 22 decembre 1870: memoria del Dott. Almerico Da Schio letta nella tornata del 3 febbraio 1871 nell'Accademia Olimpica di Vicenza, Vicenza, Tip. Nazionale Paroni, 1871
- Anemografo di Vicenza, Vicenza, 1877
- Almanacco vicentino per l'anno 1882 pubblicato dall'ufficio meteorologico dell'Accademia Olimpica: anno primo, Vicenza, Tip. Burato, 1881
- Almanacco vicentino per l'anno 1883 pubblicato dall'ufficio meteorologico dell'Accademia Olimpica: anno secondo, Vicenza, Tip. Burato, 1882
- Il bolide del 6 marzo 1882: indagini, Torino, Tip. San Giuseppe, Collegio degli Artigianelli, 1883
- Almanacco astronomico e meteorologico per l'anno 1884: anno terzo, Padova : Drucker & Tedeschi, 1884
- Almanacco meteorologico italiano per l'anno 1885, Padova : Drucker & Tedeschi, 1885
- Clima di Schio: 1874-1888, (alcuni capitoli: la temperatura, le precipitazioni), 1890
- Associazione in partecipazione per la costruzione e l'eventuale esercizio della prima aeronave, partecipanti d'onore le LL. MM. con lire tremila, Vicenza, Stab. L. Fabris, 1892
- L'areonave Zeppelin, Venezia, 1901
- Alcune idee sulla navigazione aerea a proposito di un recente giudizio, Firenze, 1901
- Dell'aeronave "Italia": relazione aprile 1905, Schio, L. Marin, 1905
- Agosto 1906: per il concorso aeronautico di Milano, Schio, Stabilimento Grafico L. Marin, 1906
- L'aeronave dinamostatica, Venezia, Tip. C. Ferrari, 1916
- Anima umana... risorgi e regna: conferenza tenuta all'Accademia Olimpica di Vicenza il 27 aprile 1920, Vicenza : Arti grafiche G. Rossi & c., 1920
- Alessandro Rossi: commemorazione al R. Istituto veneto di scienze, lettere ed arti, il 29 marzo 1903, Vicenza, Tipografia Rumor, 1922
- Memorie, Schio, Ditta P. Marzari, 1937